# Gauliga Köln-Aachen 1943/44
De Gauliga Köln-Aachen 1943/44 was het derde en laatste voetbalkampioenschap van de Gauliga Köln-Aachen. 
VfL 99 en SpVgg Sülz bundelden hun krachten voor dit seizoen en ze werden kampioen en plaatsten zich voor de eindronde om de Duitse landstitel. De club verloor in de eerste ronde van KSG SpV/TuS 48/99 Duisburg.

## Eindstand
| Plaats | Club                           | Wed.           | W              | G              | V              | Saldo          | Ptn.           |
| ------ | ------------------------------ | -------------- | -------------- | -------------- | -------------- | -------------- | -------------- |
| 1.     | KSG VfL 99/Sülz 07 Köln        | 16             | 14             | 0              | 2              | 68:21          | 28:4           |
| 2.     | SG Düren 99                    | 16             | 13             | 1              | 2              | 67:17          | 27:5           |
| 3.     | KSG VfR 04/Mülheimer Köln      | 16             | 7              | 4              | 5              | 42:28          | 18:14          |
| 4.     | TSV Alemannia Aachen           | 16             | 9              | 0              | 7              | 46:39          | 18:14          |
| 5.     | SV Victoria 1911 Köln          | 16             | 7              | 2              | 7              | 34:40          | 16:16          |
| 6.     | Kohlscheider BC                | 16             | 7              | 1              | 8              | 28:46          | 15:17          |
| 7.     | Bayenthaler SV                 | 16             | 5              | 1              | 10             | 37:51          | 11:21          |
| 8.     | KSG FV 01/Beuel/TuRa/Post Bonn | 16             | 2              | 2              | 12             | 22:75          | 6:26           |
| 9.     | SSV Vingst 05                  | 16             | 1              | 3              | 12             | 29:56          | 5:27           |
| 10.    | LSV Bonn                       | Teruggetrokken | Teruggetrokken | Teruggetrokken | Teruggetrokken | Teruggetrokken | Teruggetrokken |

|  | Kampioen, geplaatst voor nationale eindronde |